# Monópode
Monópodes são criaturas mitológicas anãs com um único pé grande que se estende desde uma perna centrada no meio de seus corpos. Os nomes monópodes e esquiápodes (σκιάποδες) são ambos gregos, respectivamente, significando "um pé" e "pés das trevas".

## Na Grécia e Roma antigas
Os monópodes aparecem na peça de Aristófanes Os Pássaros, realizada pela primeira vez em 414 a.C..
Eles são descritos por Plínio, o Velho, em sua História Natural (Plínio), onde ele relata histórias de viajantes a partir de encontros ou avistamentos de monópolos na Índia. Plínio observa que eles são mencionados pela primeira vez por Ctésias em seu livro Índica (Índia), um registro da visão dos persas da Índia que só permanece em fragmentos. Plínio descreve Monópodes assim:
Ele [Ctésias] fala também de outra raça de homens, que são conhecidos como Monócolos, que têm apenas uma perna, mas são capazes de saltar com agilidade surpreendente. As mesmas pessoas também são chamadas de Esquiápodas, porque têm o hábito de deitar de costas, durante o tempo do calor extremo, e se proteger do sol à sombra de seus pés.
Filóstrato menciona esquiápodes em sua Vida de Apolônio de Tiana, que foi citado por Eusébio em seu Tratado contra Hiérocles. Apolônio de Tiana acredita que os esquiápodes vivem na Índia e na Etiópia, e pergunta ao sábio indiano Iarcas sobre sua existência.
Santo Agostinho (354–430) menciona os "Esquiópodes" em "A Cidade de Deus", Livro 16, capítulo 8, intitulado "Se Determinadas Raças Monstruosas dos Homens São Derivadas do Estoque de Adão ou dos Filhos de Noé".